# Sceptridium oneidense
Sceptridium oneidense là một loài dương xỉ trong họ Ophioglossaceae. Loài này được Gilbert Holub mô tả khoa học đầu tiên năm 1998.